# Brytyjskie Wyspy Dziewicze na Letnich Igrzyskach Olimpijskich Młodzieży 2010
Brytyjskie Wyspy Dziewicze na Letnich Igrzyskach Olimpijskich Młodzieży w Singapurze w 2010 reprezentowało 3 sportowców w 1 dyscyplinie.

## Skład kadry

### Lekkoatletyka

#### Chłopcy
| Zawodnik         | Dyscyplina            | Kwalifikacja | Kwalifikacja | Finał | Finał   |
| Zawodnik         | Dyscyplina            | Wynik        | Miejsce      | Wynik | Miejsce |
| ---------------- | --------------------- | ------------ | ------------ | ----- | ------- |
| J'Maal Alexander | bieg na 200m chłopców | 22.97        | 18 qC        | 22.73 | 16      |

#### Dziewczyny
| Zawodniczka       | Dyscyplina                       | Kwalifikacja | Kwalifikacja | Finał   | Finał   |
| Zawodniczka       | Dyscyplina                       | Wynik        | Miejsce      | Wynik   | Miejsce |
| ----------------- | -------------------------------- | ------------ | ------------ | ------- | ------- |
| Darnetia Robinson | bieg na 100m dziewcząt           | 12.04        | 8 Q          | 12.06   | 7       |
| Tarikah Warner    | bieg 400m przez płotki dziewcząt | 1:07.99      | 14 qB        | 1:07.25 | 15      |